# Алооцимен
Алооцимен (2,6-диметил-2,4,6-октатрієн) — ациклічний монотерпен, одержуваний шляхом синтезу.

## Властивості
Безбарвна рухлива рідина зі сильним трав'яним запахом. Добре розчиняється в етанолі та ефірних оліях. У воді нерозчинний. Дуже реакційноздатна речовина: за нагрівання легко полімеризується, на повітрі окислюється з утворенням пероксидних сполук.

## Отримання
Алооцимен у природі не знайдено, тому його одержують лише синтетично піролізом α-пінену за температури 400—500 °C. При цьому виходить суміш стереоізомерів алооцимену.
Цю реакцію відкрив О. Б. Арбузов як перший приклад отримання ациклічних терпенів ізомеризацією біциклічних терпенів.

## Застосування
Алооцимен використовують для отримання духмяних речовин (еленол, еленілацетат), отримання лаків та недорогих запашників.